# The Huntingdon
Huntingdon — жилой дом, расположенный в Хьюстоне (штат Техас, США). Этажность составляет 34 этажа, высота — 153 метра. Является самым высоким жилым домом в Хьюстоне.